# Picot de Reichenow
El picot de Reichenow (Campethera scriptoricauda) és una espècie d'ocell de la família dels pícids (Picidae) que habita els boscos de Moçambic, centre i sud-est Malawi i centre i est de Tanzània.